# Alison Limerick
Alison T. Limerick (Stepney, Londres, Inglaterra, 1959) es una cantante británica quién tuvo éxito en la década de 1990 con el himno de club "Where Love Lives", el cual fue su debut solista y llegó al número 3 de la lista Hot Dance Club Play, en los Estados Unidos en 1991.

## Carrera
Limerick asistió a la Escuela de Danza Contemporánea de Londres y cambiando después su carrera por la música, primero como corista, en los 1980s. participó en el álbum Our Favourite Shop (1985) de la banda The Style Council. En 1989 hizo una breve aparición como hechicera africana en la película de Bob Rafelson, Mountains of the Moon También fue integrante de This Mortal Coil, cantando en dos de sus álbumes: Filigree & Shadow (1986) y Blood  (1991). Otro contribución notable relacionada con 4AD es su participación en el álbum de Pieter Nooten & Michael Brook, Sleeps with the Fishes (1987) en la canción "Equal Ways". También participa en el álbum de Peter Murphy Holy Smoke  y lanzó su primer álbum propio en 1992.
Limerick es más conocida por sus himnos de club de los noventa, su canción más conocida y exitosa ha sido "Where Love Lives", su único lanzamiento en EE. UU., el cual fue un éxito de club en 1991,llegando al #9 en la lista UK Singles Chart con su remix de 1996. Su éxito de 1992 "Make it On My Own", alcanzó el #16 en el las listas del Reino Unido. Estas pistas estuvieron incluidas en el álbum And Still I Rise, el cual también fue editado en 1992. Tres álbumes más fueron lanzados durante los 1990s; With a Twist, Club Classics y Spirit Rising. El sencillo "Put Your Faith in Me" salió en 1997. "Where Love Lives" tuvo tres incursiones en las listas U.S. Hot Dance Club Play en 1991 (#3), 1996 (#4) y 2003 (#16). Ninguno de sus álbumes se ha editado en los Estados Unidos. Limerick fue la vocalista invitada en el álbum de James Taylor Quartet In the Hand of the Inevitable de 1995, en las tres pistas pistas vocales, el tema "Love Will Keep Us Together" incluido en el álbum ha sido el más vendido de la etiqueta Acid Jazz..
Limerick Ha trabajado con muchos compositores y artistas famosos como George Michael, Courtney Pino y Lamont Dozier. En 1993 grabó los coros en la canción "Melody of Life" del álbum Elegante Slumming con M People. También aparece en la película británica Collusion como cantante de jazz, además de su participación no acreditada interpretando el tema final en cada episodio de Blackadder the Third.
Ella continua grabando y cantando en vivo con su banda. Puede ser escuchada cantando soul y jazz, en varios locales a través de Europa, y convirtiéndose en Diva Dance de música house en festivales por todo el mundo interpretando sus grandes clásicos "Where Love Lives" y "Make it on My Own".

## Discografía

### Álbumes
- And Still I Rise (1992) Reino Unido[4] #53
- With A Twist (1994)
- Club Classics (1996)
- Spirit Rising  (1998)

### Sencillos
| 1990                                                         | "Where Love Lives"                  | 87 | —  | And Still I Rise |
| 1991                                                         | "Where Love Lives (Come On In) '91" | 27 | 3  | And Still I Rise |
| 1991                                                         | "Come Back (For Real Love)"         | 53 | —  | And Still I Rise |
| 1992                                                         | "Make It On My Own"                 | 16 | 6  | And Still I Rise |
| 1992                                                         | "Gettin' It Right"                  | 57 | —  | And Still I Rise |
| 1992                                                         | "Hear My Call"                      | 73 | —  | And Still I Rise |
| 1994                                                         | "Time Of Our Lives"                 | 36 | —  | With A Twist     |
| 1994                                                         | "Love Come Down"                    | 36 | —  | With A Twist     |
| 1996                                                         | "Where Love Lives '96"              | 9  | 4  | Club Classics    |
| 1996                                                         | "Make It On My Own '96"             | 30 | —  | Club Classics    |
| 1997                                                         | "Put Your Faith In Meí"             | 42 | —  | Spirit Rising    |
| 1998                                                         | "Let's Hold On (To Love)"           | —  | —  | Spirit Rising    |
| 2003                                                         | "Where Love Lives '03"              | 44 | 16 | Sencillo         |
| "—" Denota aquello que no figuró en listas o no fue lanzado. |                                     |    |    |                  |

Como artista invitado:
- "Magic's Back (Tema de The Ghosts of Oxford Street)" (con Malcolm McLaren) (1991) Reino Unido #42
- "Love Will Keep Us Together" (con James Taylor Quartet) (1995) Reino Unido #63
- "In the Blood" (con X-Press 2) (2012)